# Liste der Kulturdenkmäler in Frankfurt-Westend (A–K)

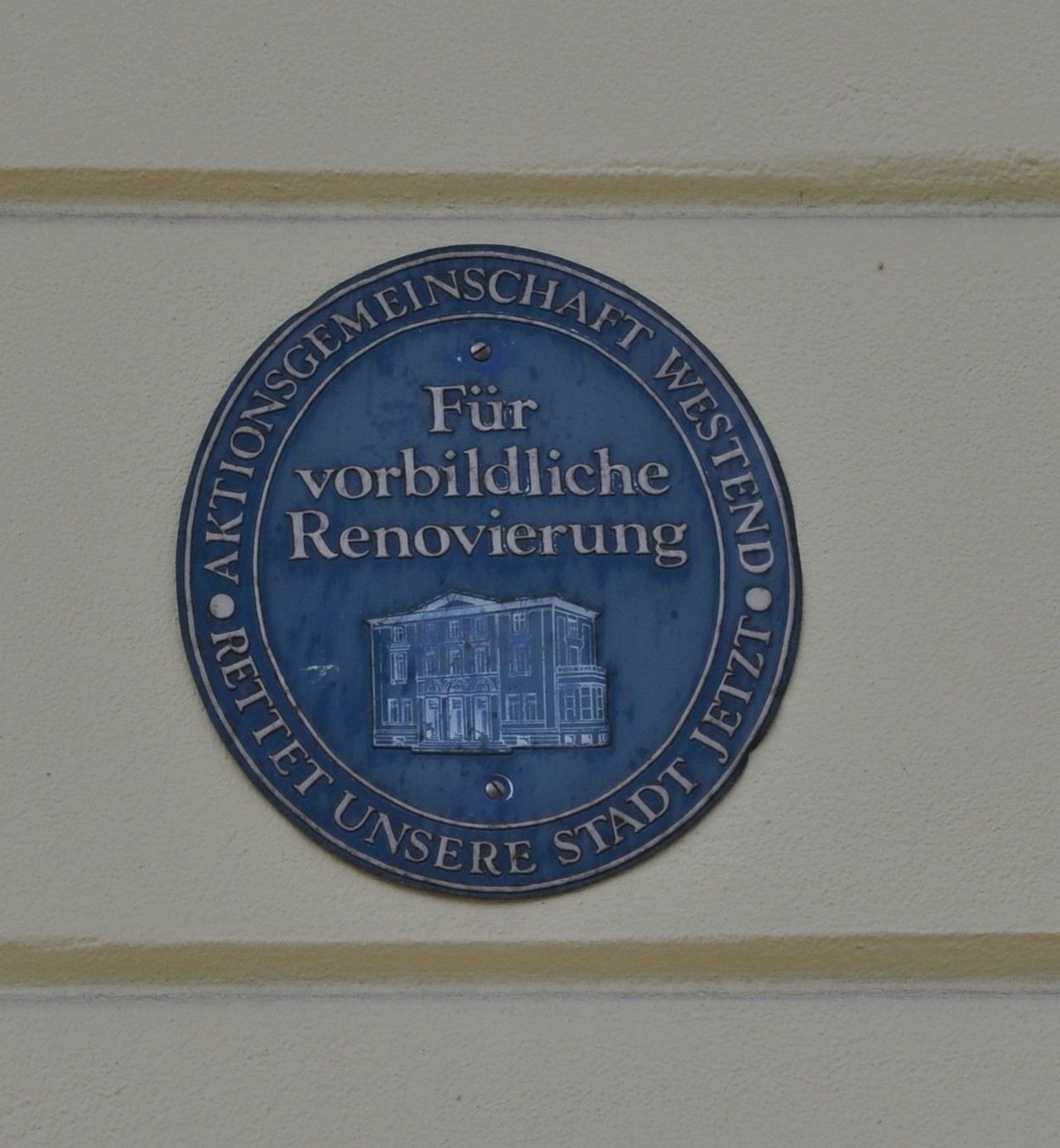
Plakette „vorbildliche Renovierung“

In der Liste der Kulturdenkmäler in Frankfurt-Westend sind alle Kulturdenkmäler im Sinne des Hessischen Denkmalschutzgesetzes in Frankfurt-Westend, einem Stadtteil von Frankfurt am Main aufgelistet. Aufgrund der Größe ist die Liste in zwei Teillisten (A–K und L–Z) aufgeteilt.
Grundlage ist die Denkmaltopographie aus dem Jahre 1994, die zuletzt 2000 durch einen Nachtragsband ergänzt wurde. In der Denkmaltopographie überwiegend abgekürzte Namen von Architekten, Baumeistern und Künstlern sind, soweit möglich, nach der unter dem Abschnitt Werke zu Architekten und Künstlern genannten Literatur aufgelöst. Kursiv dargestellt sind nicht auf der Literatur beruhende Zusatzangaben.
Bei den Baudenkmalen im Westend handelt es sich überwiegend um gründerzeitliche Gebäude.

## Kulturdenkmäler in Frankfurt-Westend

### Altkönigstraße
| Bild             | Bezeichnung      | Lage                      | Beschreibung | Bauzeit       | Daten |
| ---------------- | ---------------- | ------------------------- | --- | ------------- | ----- |
|                  |                  | Altkönigstraße 3 Lage     | Mietshaus nach Entwurf von Simon Ravenstein mit Fassadenelementen aus Spätklassizismus und Neurenaissance.                                                              | 1889/1890     |       |
|                  |                  | Altkönigstraße 5 Lage     | Mietshaus nach Entwurf von Simon Ravenstein mit Fassadenelementen aus Spätklassizismus und Neurenaissance.                                                              | 1889/1890     |       |
|                  |                  | Altkönigstraße 4/6 Lage   | Mietshäuser nach Entwurf von Simon Ravenstein. Teil einer vorwiegend spätklassizistisch geprägten Baugruppe gemeinsam mit Unterlindau 67–69. Ursprüngliche Einfriedung. | 1889          |       |
|                  |                  | Altkönigstraße 7 Lage     | Mietshaus nach Entwurf von Simon Ravenstein mit Fassadenelementen aus Spätklassizismus und Neurenaissance.                                                              | 1889/1890     |       |
|                  |                  | Altkönigstraße 9 Lage     | Spätklassizistisches Mietshaus nach Entwurf von Simon Ravenstein. | 1889          |       |
|                  |                  | Altkönigstraße 10 Lage    | Mietshaus mit asymmetrischer Fassade in Formen der Neurenaissance mit originalen Balkongittern.                                                                         | 1890          |       |
|                  |                  | Altkönigstraße 11 Lage    | Überwiegend spätklassizistisches Mietshaus | 1882          |       |
|                  |                  | Altkönigstraße 13 Lage    | Spätklassizistisches Mietshaus. Vor dem Haus sind Stolpersteine für die ermordeten Bewohner Helene, Mathilde und Sigmund Bloch aufgestellt.                             | 1876          |       |
|                  |                  | Altkönigstraße 15 Lage    | Spätklassizistisches Mietshaus | 1881          |       |
| Westend-Synagoge | Westend-Synagoge | Altkönigstraße 22-26 Lage | Die Westend-Synagoge ist die größte Synagoge in Frankfurt am Main. | 1908 bis 1910 |       |

### Arndtstraße
| Bild                     | Bezeichnung              | Lage                      | Beschreibung | Bauzeit   | Daten |
| ------------------------ | ------------------------ | ------------------------- | --- | --------- | ----- |
|                          |                          | Arndtstraße 9 Lage        | Mietshaus nach Entwurf von Conrad Jost mit Sandsteingliederung in Anlehnung an Formen der Renaissance. | 1891      |       |
|                          |                          | Arndtstraße 11 Lage       | Mietshaus nach Entwurf von Conrad Jost mit Verblendsteinfassade und Sandsteingliederung in Anlehnung an Formen der Renaissance.                                                                                         | 1891      |       |
|                          |                          | Arndtstraße 12 Lage       | Spätklassizistisches Einfamilienhaus | 1877      |       |
|                          |                          | Arndtstraße 14 Lage       | Neobarockes Einfamilienhaus nach Entwurf von Anton Beiler mit reich gegliederter Fassade. Originale Balkongitter und Einfriedung.                                                                                       | 1899      |       |
|                          |                          | Arndtstraße 15 Lage       | Neobarockes Mietshaus mit Erker und -fase. | 1897      |       |
|                          |                          | Arndtstraße 18 Lage       | Mietshaus nach Entwurf von Fritz Kaysser, zentriert durch Mittelrisalit in neobarocker Sandsteinfassade. | 1901      |       |
| ist auch Lindenstraße 27 | ist auch Lindenstraße 27 | Arndtstraße 28 Lage       | Damenstift der Cronstetten- und Hynspergischen evangelischen Stiftung, heute Bankgebäude. Architekt: Alexander von Lersner.                                                                                             | 1896/1897 |       |
|                          |                          | Arndtstraße 30 Lage       | Spätklassizistisches Mietshaus mit zweifarbiger Sandsteinfassade, zentralem Altan und originalen Brüstungsgittern. | 1882      |       |
|                          |                          | Arndtstraße 31 Lage       | Mietshaus nach Entwurf von Fritz Kaysser mit neobarocker Fassade im Wechsel von Verblendmauerwerk und Sandstein sowie Axialrisalit und originalem Balkongitter.                                                         | 1894      |       |
|                          |                          | Arndtstraße 32/34/36 Lage | Spätklassizistische Reihenhausgruppe nach Entwurf von Wilhelm Schmidt-Diehler. Kräftige Fensterverdachungen betonen die Beletage. Originale Balkongitter.                                                               | 1883      |       |
|                          |                          | Arndtstraße 46 Lage       | Neobarockes Mietshaus, ehemalig mit Mansarddach. | 1898      |       |
|                          |                          | Arndtstraße 47 Lage       | Mietshaus nach Entwurf von Christoph Emil Heßler mit neobarocker Steinfassade. Das ursprüngliche Dach ist zerstört. | 1884      |       |
|                          |                          | Arndtstraße 49/51 Lage    | Neobarockes Doppelmietshaus nach Entwurf von Christoph Emil Heßler mit üppiger Sandsteinfassade mit verbindendem Axialrisalit, paarigen Balkons und Säulenordnung in der Beletage. Das ursprüngliche Dach ist zerstört. | 1883      |       |

### Auf der Körnerwiese
| Bild          | Bezeichnung   | Lage                           | Beschreibung | Bauzeit     | Daten |
| ------------- | ------------- | ------------------------------ | --- | ----------- | ----- |
| Körnerdenkmal | Körnerdenkmal | Auf der Körnerwiese Lage       | Zu Ehren des Dichters und Freiheitskämpfers Theodor Körner (1791–1813) wurde dieses Denkmal durch Carl Stock geschaffen, das einen sitzenden Krieger mit Schwert im antiken Stil darstellt.                             | (1913–)1915 |       |
|               |               | Auf der Körnerwiese 2 Lage     | Mietshaus nach Entwurf von Christoph Stitz in Formen der Neogotik mit axialem Erkerrisalit aus Sandstein. Die Dachform wurde nachträglich verändert.                                                                    | 1903        |       |
|               |               | Auf der Körnerwiese 4 Lage     | Mietshaus nach Entwurf von Christoph Stitz in Formen der Neogotik mit axialem Erkerrisalit. | 1903        |       |
|               |               | Auf der Körnerwiese 6 Lage     | Mietshaus im Jugendstil mit zentralem Erkerrisalit und skulptierenden Brüstungsfeldern sowie originalem Balkongeländer und Einfriedung.                                                                                 | 1904        |       |
|               |               | Auf der Körnerwiese 10 Lage    | Mietshaus nach Entwurf Albert Klöckner mit sparsamer Sandsteingliederung in neogotischen Formen. Vor dem Haus sind Stolpersteine für die ermordeten Bewohner Friedrich, Henriette, Ludwig und Martha Wolff aufgestellt. | 1903        |       |
|               |               | Auf der Körnerwiese 12/14 Lage | Mietshaus nach Entwurf von Maximilian Helme im Geschmack der Neurenaissance mit ursprünglicher Einfriedung. | 1903        |       |

### Barckhausstraße
| Bild | Bezeichnung | Lage                   | Beschreibung | Bauzeit | Daten |
| ---- | ----------- | ---------------------- | --- | ------- | ----- |
|      |             | Barckhausstraße 2 Lage | Mietshaus nach Entwurf von Otto Krengel in Formen des Spätklassizismus. Gesims und Dach sind erneuert. | 1885    |       |
|      |             | Barckhausstraße 4 Lage | Wohnhaus nach Entwurf von Wilhelm Schmidt-Diehler mit plastisch gegliederter Werksteinfassade spätklassizistischer Ordnung und barockisierenden Elementen. Einfriedung und Vordach sind in ursprünglichem Zustand.              | 1884    |       |
|      |             | Barckhausstraße 6 Lage | Wohnhaus nach Entwurf von Otto Krengel. Kräftig profilierte Werksteinfassade im Stil zwischen Spätklassizismus und Neurenaissance mit seitlichem, unter dem Giebel ornamentiertem Erker. Einfriedung und Vordach sind original. | 1885    |       |

### Beethovenplatz
| Bild                                          | Bezeichnung                                   | Lage                 | Beschreibung | Bauzeit | Daten |
| --------------------------------------------- | --------------------------------------------- | -------------------- | --- | ------- | ----- |
| evangelische Christuskirche am Beethovenplatz | evangelische Christuskirche am Beethovenplatz | Christus-Kirche Lage | Neugotischer Sakralbau nach Entwurf von Aage von Kauffmann als Stiftung von M. Bernus. Nach teilweiser Kriegszerstörung wurde die Kirche 1976 bis 1978 auf dem ursprünglichen Grundriss wieder aufgebaut. | 1883    |       |

### Beethovenstraße
| Bild                | Bezeichnung         | Lage                       | Beschreibung | Bauzeit | Daten |
| ------------------- | ------------------- | -------------------------- | --- | ------- | ----- |
| Mendelsohnstraße 39 | Mendelsohnstraße 39 | Beethovenstraße 22 Lage    | Mietshaus nach Entwurf von Johann Wilhelm Proesler mit neobarocker Fassade unter einem Mansarddach. Die Gliederung der Fassade erfolgt durch Lisenen und Erker aus Sandstein und skulptierte Fensterverdachungen. | 1902    |       |
| Studentenwohnheim   | Studentenwohnheim   | Beethovenstraße 28 Lage    | Ehemaliges Studentenwohnheim. |         |       |
|                     |                     | Beethovenstraße 38 Lage    | Mietshaus nach Entwurf von Johann Wilhelm Proesler in gotisierenden Formen. | 1897    |       |
|                     |                     | Beethovenstraße 40 Lage    | Mietshaus nach Entwurf von Franz Länger mit nobel gestalteten Seitenrisaliten und Eckerker in Anklängen an Barock und Klassizismus.                                                                               | 1898    |       |
|                     |                     | Beethovenstraße 67/69 Lage | Doppelmietshaus nach Entwurf von Karl Jonas Mylius und Alfred Friedrich Bluntschli mit Verblendsteinfassade und Werksteingliederung. Prägnante Eckrisalite in Formen der Neurenaissance prägen das Haus.          | 1876    |       |
|                     |                     | Beethovenstraße 71 Lage    | Doppelmietshaus nach Entwurf von Karl Jonas Mylius und Alfred Friedrich Bluntschli mit Verblendsteinfassade und Werksteingliederung. Eckausrundung mit kolossaler Pilasterordnung in Formen der Neurenaissance.   | 1876    |       |

### Bockenheimer Anlage
| Bild           | Bezeichnung | Lage                           | Beschreibung | Bauzeit | Daten |
| -------------- | ----------- | ------------------------------ | --- | ------- | ----- |
| Schwindhaus    | Schwindhaus | Bockenheimer Anlage 3 Lage     | Villa nach Entwurf von Moritz von Schwind in Formen des romantischen Klassizismus. Die Brüstungsfelder sind mit Terrakotten eigenen Entwurfs geschmückt. Die Reliefs der Attikazone sind moderne Rekonstruktionen. Im späten 19. Jahrhundert wurde das Haus um zwei Achsen erweitert. Heute Sitz der Frankfurter Filiale der Berenberg Bank. | 1845    |       |
|                |             | Bockenheimer Anlage 6 Lage     | Mietshaus mit axialsymmetrischer, durch Balkons und Risalite gegliederter Fassade in Anlehnung an den Stil des Neobarock. | 1891    |       |
| weitere Bilder |             | Bockenheimer Anlage 11 Lage    | Wohnhaus nach Entwurf von Schaffner & Albert. Fassade mit Axialrisalit und Motiven aus Jugendstil und Neobarock. Reliefierte Putti an den Wangen des Zwerchhausgiebels. | 1907    |       |
|                |             | Bockenheimer Anlage 13 Lage    | Mietshaus nach Entwurf von Fritz Geldmacher mit Gliederungselementen des Neoklassizismus. | 1913    |       |
|                |             | Bockenheimer Anlage 33/34 Lage | Doppelwohnhaus im Stil der Neurenaissance nach Entwurf von Anton Eyssen mit reich gegliederter Sandsteinfassade. Gliederungselemente sind Balustraden, Pilaster- und Halbsäulenstellung sowie Hermenpilaster. | 1883    |       |
|                |             | Bockenheimer Anlage 35 Lage    | Neobarockes Wohnhaus nach Entwurf von Eugen Greiß hinter aufwändig gegliederter und zum Teil skulpierter Sandsteinfassade. Die asymmetrischen Hauptfronten werden durch Risalite und Ziergiebel betont. Balkongeländer sind original. | 1896    |       |

### Bockenheimer Landstraße
| Bild                             | Bezeichnung                      | Lage                                  | Beschreibung | Bauzeit   | Daten |
| -------------------------------- | -------------------------------- | ------------------------------------- | --- | --------- | ----- |
| Oberlindau 2                     | Oberlindau 2                     | Bockenheimer Landstraße 10 Lage       | Das BHF-Bank-Hochhaus ist ein Hochhaus und Hauptsitz der BHF-Bank. Es entstand nach einem Entwurf von Sep Ruf und war mit 82 Metern und 23 Stockwerken bei seiner Eröffnung das höchste Gebäude Frankfurts. | 1962–1965 |       |
| Unterlindau 1                    | Unterlindau 1                    | Bockenheimer Landstraße 22 Lage       | Mietshaus der Neurenaissance nach Entwurf von Anton Eyssen mit reich gegliederten Fassaden. Die Zentrierung erfolgt über übergiebelten Axialrisalit und Eckerker unter –türmchen. | 1886      |       |
| Bockenheimer Landstraße 25       | Bockenheimer Landstraße 25       | Bockenheimer Landstraße 25 Lage       | Verwaltungsgebäude nach Entwurf von Otto Bäppler in rationalem Neoklassizismus mit Säulenfrontispiz. Im Inneren sind zeitgenössische Ausstattung und die Treppenrotunde erhalten. Erhalten ist das Empfangsgebäude, der hintere Teil ist ein Neubau. | 1913      |       |
| Villa May                        | Villa May                        | Bockenheimer Landstraße 31 Lage       | Wohnhaus in Formen des Spätklassizismus mit übergiebeltem Axialrisalit und polygonem Eckerker. Das Gebäude wurde bis 2010 als Postamt genutzt und ist im Innern stark verändert. | 1871      |       |
|                                  |                                  | Bockenheimer Landstraße 61/63 Lage    | Spätklassizistische Reihenhäuser | 1874      |       |
| Westendbrunnen                   | Westendbrunnen                   | Brunnen, Bockenheimer Landstraße Lage | Klassizistischer Pumpbrunnen auf dem ehemaligen Malapertschen Grundstück. Der Brunnen besteht aus einer hohen dorischen Säule mit einer Konsole, auf der eine schlichte Vase steht. Nachdem das Haus Malapert abgerissen wurde, konnte der Brunnen 1958 erhalten werden. 1978 wurde er durch eine Sandstein-Kopie ersetzt. Er steht auf dem Platz vor dem ehemaligen Landhaus.                   | um 1800   |       |
| Villa Bockenheimer Landstraße 76 | Villa Bockenheimer Landstraße 76 | Bockenheimer Landstraße 76 Lage       | Neobarockes Wohnhaus mit teilweise skulptierter Werksteinfassade und Ziergiebeln am Seitenrisalit. Nutzung von der Johann Wolfgang Goethe-Universität, Internationales Studienzentrum | 1897      |       |
|                                  |                                  | Bockenheimer Landstraße 85 Lage       | Mietshaus nach Entwurf von Franz Heinrich Lönholdt mit zweifarbiger Werksteinfassade in Anlehnung an Neobarock und Neurenaissance. | 1889      |       |
|                                  |                                  | Bockenheimer Landstraße 87 Lage       | Mietshaus der Neurennaicance nach Entwurf von Walter Decker mit Verblendsteinfassade und Sandsteingliederung. | 1889      |       |
| Hotel Palmenhof                  | Hotel Palmenhof                  | Bockenheimer Landstraße 89/91 Lage    | Mietshäuser der Neurenaissance nach Entwurf von Walter Decker mit Verblendsteinfassade und Sandsteingliederung, skulptierten Fenstergiebeln sowie Erkern am übergiebelten Seitenrisalit. Die ursprüngliche Dachsituation der Nummer 91 ist durch Aufstockung verändert. Das Haus ist heute das Hotel Palmenhof. Eine Gedenktafel erinnert daran, dass Elias Canetti hier von 1921 bis 1924 lebte | 1889      |       |
|                                  |                                  | Bockenheimer Landstraße 93 Lage       | Mietshaus nach Entwurf von Walter Decker mit aufwändiger Werksteinfassade der Neurenaissance. Axialerker unter Ziergiebel. | 1889      |       |
|                                  |                                  | Bockenheimer Landstraße 97 Lage       | Doppelmietshaus mit Nummer 99 der Neurenaissance. Üppige Werksteinfassade mit Axialrisalit und skulptierten Schlusssteinen. | 1892      |       |
|                                  |                                  | Bockenheimer Landstraße 99 Lage       | Doppelmietshaus mit Nummer 97 der Neurenaissance. Üppige Werksteinfassade mit Axialrisalit und skulptierten Schlusssteinen. | 1892      |       |
| Bockenheimer Landstraße 102      | Bockenheimer Landstraße 102      | Bockenheimer Landstraße 102 Lage      | Neoklassizistische Villa großbürgerlichen Zuschnitts nach Entwurf von Alfred Engelhard mit axialsymmetrischer Hauptfassade. Ehemaliges Literaturhaus. Eine Gedenktafel am Haus erinnert an den jüdischen Besitzer Dr. Albert Sondheimer, der 1939 nach Amerika auswandern musste. | 1912      |       |
|                                  |                                  | Bockenheimer Landstraße 107 Lage      | Mietshaus der Neurenaissance nach Entwurf von Franz Heinrich Lönholdt mit Werksteinfassade. | 1897      |       |
|                                  |                                  | Bockenheimer Landstraße 108 Lage      | Stattliches Mietshaus in gotisierenden Formen nach Entwurf der Gebrüder Seeger. Eckabrundung mittels Turmerker, Zentrierung der Fassaden durch Risalit und übergiebelte Erker. | 1901      |       |

### Böhmerstraße
| Bild          | Bezeichnung   | Lage                    | Beschreibung | Bauzeit | Daten |
| ------------- | ------------- | ----------------------- | --- | ------- | ----- |
|               |               | Böhmerstraße 4 Lage     | Mietshaus in Anlehnung an Formen des Jugendstils nach Entwurf von Carl Bauer mit Sockelgeschoss in Bruchstein-Mauerwerk. Mietshaus nach Entwurf Albert Klöckner mit sparsamer Sandsteingliederung in neogotischen Formen. Vor dem Haus sind Stolpersteine für die ermordeten Bewohner Agnes, Gertrud und Siegmund Gotthelf angebracht. | 1906    |       |
|               |               | Böhmerstraße 6 Lage     | Mietshaus des Neoklassizismus nach Entwurf von Karl Theodor Streit mit Lisengliederung und zentrierendem, konvexem Risalit unter übergiebeltem Zwerchhaus. Die Einfriedung ist ursprünglich. | 1909    |       |
|               |               | Böhmerstraße 7 Lage     | Mietshaus in Zierformen zwischen Jugendstil und Neobarock nach Entwurf von Staudt & Eise mit reich skulptierten Fenstergewänden. | 1908    |       |
|               |               | Böhmerstraße 8 Lage     | Mietshaus des Neoklassizismus nach Entwurf von Georg Meckel mit Lisengliederung in Werkstein und eckbetonendem Zwerchhaus. | 1907    |       |
|               |               | Böhmerstraße 9 Lage     | Neobarockes Mietshaus nach Entwurf von Jean Jungels jr. mit polygonalem Eckerker und asymmetrischem Wellgiebel. Gitter und Einfriedung sind ursprünglich. | 1907    |       |
|               |               | Böhmerstraße 10 Lage    | Mietshaus des Neoklassizismus nach Entwurf von Carl Friedrich Wilhelm Leonhardt mit axialem Giebel zwischen Seitenrisalit und Balkonerker. | 1905    |       |
|               |               | Böhmerstraße 11 Lage    | |         |       |
|               |               | Böhmerstraße 12 Lage    | |         |       |
|               |               | Böhmerstraße 13 Lage    | |         |       |
|               |               | Böhmerstraße 15 Lage    | |         |       |
|               |               | Böhmerstraße 62/64 Lage | Vor dem Haus ist ein Stolperstein für die ermordete Bewohnerin Johanna von Beauvais aufgestellt. |         |       |
| Oberlindau 42 | Oberlindau 42 | Böhmerstraße 66 Lage    | |         |       |

### Brentanostraße
| Bild            | Bezeichnung     | Lage                  | Beschreibung | Bauzeit | Daten |
| --------------- | --------------- | --------------------- | --- | ------- | ----- |
| Kettenhofweg 72 | Kettenhofweg 72 | Brentanostraße 2 Lage | Mietshaus erbaut durch den Architekten Gustav Günther. Neoklassizistische Fassade mit Pilastergliederung und axialem Zwerchhaus. | 1921    |       |

### Corneliusstraße
| Bild           | Bezeichnung    | Lage                       | Beschreibung | Bauzeit | Daten |
| -------------- | -------------- | -------------------------- | --- | ------- | ----- |
| Mietshaus      | Mietshaus      | Corneliusstraße 13 Lage    | Mietshaus der Neurenaissance mit zweigeschossigem rustiziertem Sockel und axialen Balkons. | 1890    |       |
| Mietshaus      | Mietshaus      | Corneliusstraße 15 Lage    | Mietshaus der Neurenaissance mit Axialrisalit und reliefierten Lünetten. | 1896    |       |
| Mietshaus      | Mietshaus      | Corneliusstraße 17 Lage    | Mietshaus der Neurenaissance nach Entwurf von Heinrich Kreissler mit zentrierendem Risalit. | 1897    |       |
| Mietshaus      | Mietshaus      | Corneliusstraße 19 Lage    | Mietshaus in renaissanceistischen und gotisierenden Detailformen nach Entwürfen von Josef Rindsfüßer und Martin Kühn mit asymmetrischem Erkerrisalit.                                                                | 1898    |       |
| Mietshaus      | Mietshaus      | Corneliusstraße 24 Lage    | Mietshaus der Neurenaissance mit Fassade im Wechsel von Verblendmauerwerk und Sandstein. Zentrierung durch Balkon sowie skulptierten Erker; Balkongitter und Einfriedung sind original.                              | 1891    |       |
| Wohnhaus       | Wohnhaus       | Corneliusstraße 26 Lage    | Wohnhaus des Neobarock nach Entwurf von Franz Laenger; Fassade nach Kriegsschäden modernisiert. | 1893    |       |
| Wohnhaus       | Wohnhaus       | Corneliusstraße 28 Lage    | Wohnhaus des Neobarock nach Entwürfen von Franz Laenger mit reliefierten Fenstergewänden und Eckquaderung in Werkstein. Balkongitter sind original.                                                                  | 1893    |       |
| Wohnhaus       | Wohnhaus       | Corneliusstraße 30 Lage    | Wohnhaus des Neobarock mit Fassade in Werksteingliederung und Eckrisalit. Balkongitter und Einfriedung sind original.                                                                                                | 1894    |       |
| Doppelwohnhaus | Doppelwohnhaus | Corneliusstraße 32/34 Lage | Doppelwohnhaus im Stil des Neobarock mit Seitenrisaliten und reich profilierten Erkern in Werkstein. An Nr. 32 wurde das ehemalige Mansarddach durch eine moderne Aufstockung ersetzt. Die Einfriedung ist original. | 1894    |       |

### Elsheimerstraße
| Bild      | Bezeichnung | Lage                   | Beschreibung | Bauzeit | Daten |
| --------- | ----------- | ---------------------- | --- | ------- | ----- |
| Mietshaus | Mietshaus   | Elsheimerstraße 8 Lage | Mietshaus in Formen des Spätklassizismus nach Entwurf von L. Kayser mit risalitzentrierter Fassade. Über axialem Haupteingang befinden sich Statuen an symmetrischen Ädikulen. | 1877    |       |

### Emil-Claar-Straße
| Bild           | Bezeichnung | Lage                            | Beschreibung | Bauzeit | Daten |
| -------------- | ----------- | ------------------------------- | ------------ | ------- | ----- |
|                |             | Emil-Claar-Straße 5 Lage        |              |         |       |
|                |             | Emil-Claar-Straße 6/8 Lage      |              |         |       |
|                |             | Emil-Claar-Straße 10 Lage       |              |         |       |
|                |             | Emil-Claar-Straße 12 Lage       |              |         |       |
|                |             | Emil-Claar-Straße 19 Lage       |              |         |       |
| weitere Bilder |             | Emil-Claar-Straße 21/23/25 Lage |              |         |       |

### Eppsteiner Straße
| Bild | Bezeichnung | Lage                         | Beschreibung | Bauzeit | Daten |
| ---- | ----------- | ---------------------------- | ------------ | ------- | ----- |
|      |             | Eppsteiner Straße 1 Lage     |              |         |       |
|      |             | Eppsteiner Straße 22 Lage    |              |         |       |
|      |             | Eppsteiner Straße 24 Lage    |              |         |       |
|      |             | Eppsteiner Straße 26 Lage    |              |         |       |
|      |             | Eppsteiner Straße 42 Lage    |              |         |       |
|      |             | Eppsteiner Straße 43/45 Lage |              |         |       |
|      |             | Eppsteiner Straße 47 Lage    |              |         |       |

### Eschersheimer Landstraße
Hinweis: Weitere Kulturdenkmäler an der Eschersheimer Landstraße befinden sich in den Ortsteilen Nordend und Dornbusch.
| Bild                         | Bezeichnung                                      | Lage                                                                  | Beschreibung | Bauzeit | Objekt-Nr. |
| ---------------------------- | ------------------------------------------------ | --------------------------------------------------------------------- | --- | ------- | ---------- |
| Eschersheimer Landstraße 13  | Mietshaus Eschersheimer Landstraße 13            | Eschersheimer Landstraße 13 LageFlur: 122, Flurstück: 13              | Das Haus ist gleichzeitig Fellnerstraße 14. Es handelt sich um ein Mietshaus mit barockisierenden Fassaden. Teil der Gesamtanlage 78 gemeinsam mit Fellnerstraße 12 und 15 | 1889    |            |
| weitere Bilder               | Mietshaus Eschersheimer Landstraße 99            | Eschersheimer Landstraße 99 LageFlur: 287, Flurstück: 24/2            | Mietshaus der Neurenaissance nach Entwurf von T. Streit mit Verblendsteinfassade. Teil der Gesamtanlage 77 mit Teilen der Hansaallee und Wolfsgangstraße.                  | 1891    | 154009     |
| Eschersheimer Landstraße 101 | Doppelmietshaus Eschersheimer Landstraße 101/103 | Eschersheimer Landstraße 101/103 LageFlur: 287, Flurstück: 22/2, 23/2 | Doppelmietshaus der Neurenaissance nach Entwurf von A. Wallmann. Teil der Gesamtanlage 77                                                                                  | 1890    | 154007     |

### Feldbergstraße
| Bild                 | Bezeichnung                 | Lage                                                               | Beschreibung | Bauzeit | Objekt-Nr. |
| -------------------- | --------------------------- | ------------------------------------------------------------------ | --- | ------- | ---------- |
| Feldbergstraße 11    | Mietshaus Feldbergstraße 11 | Feldbergstraße 11 (= Liebigstraße 47) LageFlur: 263, Flurstück: 27 | Mietshaus in der Tradition des Spätklassizismus mit ornamentierten Brüstungsfeldern. Die Denkmaltopographie nennt das Haus als Einzeldenkmal; die elektronische Fassung zeigt das Haus als Teil der Gesamtanlage 72 | 1880    |            |
| Feldbergstraße 20    | Kutscherhaus                | Feldbergstraße 20 LageFlur: 260, Flurstück: 25/2                   | Ehemaliges Remisengebäude der Neurenaissance auf winkelförmigem Grundriss mit Sgraffitofries. | 1891    | 154011 DDB |
| Feldbergstraße 21    | Mietshaus Feldbergstraße 21 | Feldbergstraße 21 LageFlur: 263, Flurstück: 22                     | Mietshaus der Neurenaissance nach Entwurf von H. M. Feineis in aufwendiger Werksteingliederung. Die Denkmaltopographie nennt das Haus als Einzeldenkmal; die elektronische Fassung zeigt das Haus als Teil der Gesamtanlage 71. | 1888    |            |
| Feldbergstraße 22    | Mietshaus Feldbergstraße 22 | Feldbergstraße 22 LageFlur: 260, Flurstück: 23/2                   | Mietshaus der Neurenaissance mit asymmetrischen Balkons und Fenster in Werkstein; originale Balkongitter. | 1888    | 154013 DDB |
| Feldbergstraße 23    | Mietshaus Feldbergstraße 23 | Feldbergstraße 23 LageFlur: 263, Flurstück: 21                     | Mietshaus des Neobarock mit aufwendig gegliederter Werkstein. Zentrierung durch Balkonrisalit unter Spreng; orig. Balkongitter. Die Denkmaltopographie nennt das Haus als Einzeldenkmal; die elektronische Fassung zeigt das Haus als Teil der Gesamtanlage 71.                                                                      | 1890    |            |
| Feldbergstraße 24    | Mietshaus Feldbergstraße 24 | Feldbergstraße 24 LageFlur: 260, Flurstück: 21                     | Neobarockes Mietshaus nach Entwurf von H. T. Schmidt mit reicher Werksteingliederung. Die Denkmaltopographie nennt das Haus als Einzeldenkmal; die elektronische Fassung zeigt das Haus als Teil der Gesamtanlage 71. | 1887    |            |
| Feldbergstraße 25-27 | Mietshaus Feldbergstraße 25 | Feldbergstraße 25 LageFlur: 263, Flurstück: 5                      | Mietshaus der Neurenaissance nach Entwurf von T. Streit mit zweifarbiger Sandsteinfassade. Das ehemalige Mansarddach ist modern aufgestockt, orig. Balkongitter. Die Denkmaltopographie nennt das Haus als Einzeldenkmal; die elektronische Fassung zeigt das Haus als Teil der Gesamtanlage 71.                                     | 1888    |            |
| Feldbergstraße 26    | Mietshaus Feldbergstraße 26 | Feldbergstraße 26 LageFlur: 260, Flurstück: 20                     | Mietshaus in zurückhaltenden Formen der Neurenaissance nach Entwurf von C. F. Rau. Eckfassade mit Balkonerker und einseitigem Seitenrisalit. Die Denkmaltopographie nennt das Haus als Einzeldenkmal; die elektronische Fassung zeigt das Haus als Teil der Gesamtanlage 71.                                                         | 1889    |            |
| Feldbergstraße 25-27 | MietshausFeldbergstraße 27  | Feldbergstraße 27 LageFlur: 263, Flurstück: 4                      | Mietshaus in vorwiegend renaissancistischen Formen nach Entwurf von J. G. Kugler mit zentralem Erker und Hermenpilastern. Die Denkmaltopographie nennt das Haus als Einzeldenkmal; die elektronische Fassung zeigt das Haus als Teil der Gesamtanlage 71.                                                                            | 1890    |            |
| Feldbergstraße 28    | Mietshaus Feldbergstraße 28 | Feldbergstraße 28 LageFlur: 260, Flurstück: 13                     | Mietshaus der Neurenaissance mit übergiebelter Eckfassade. Die Denkmaltopographie nennt das Haus als Einzeldenkmal; die elektronische Fassung zeigt das Haus als Teil der Gesamtanlage 71. | 1888    |            |
| weitere Bilder       | Mietshaus Feldbergstraße 29 | Feldbergstraße 29 LageFlur: 263, Flurstück: 3                      | Mietshaus nach Entwurf von W. Trebau mit spätklassizistischen Werksteindetails an der Verblendsteinfassade. Die Denkmaltopographie nennt das Haus als Einzeldenkmal; die elektronische Fassung zeigt das Haus als Teil der Gesamtanlage 71.                                                                                          | 1888    |            |
| Feldbergstraße 30    | Mietshaus Feldbergstraße 30 | Feldbergstraße 30 LageFlur: 260, Flurstück: 12                     | Schlichtes Mietshaus der Neurenaissance. Die Denkmaltopographie nennt das Haus als Einzeldenkmal; die elektronische Fassung zeigt das Haus als Teil der Gesamtanlage 71. | 1885    |            |
| Feldbergstraße 31    | Mietshaus Feldbergstraße 31 | Feldbergstraße 31 LageFlur: 263, Flurstück: 1                      | Mietshaus nach Entwurf von W. Trebau in Stilformen zwischen Spätklassizismus und Neurenaissance mit überdachtem Eckerker sowie nach den Straßenfluchten ausgerichteten Axialrisaliten unter Giebeln. Die Denkmaltopographie nennt das Haus als Einzeldenkmal; die elektronische Fassung zeigt das Haus als Teil der Gesamtanlage 71. | 1889    |            |
| Feldbergstraße 38    | Mietshaus                   | Feldbergstraße 38 LageFlur: 255, Flurstück: 34                     | Mietshaus mit barockisierender Werksteinfassade | 1890    | 154023 DDB |
| Feldbergstraße 42    | Mietshaus Feldbergstraße 42 | Feldbergstraße 42 LageFlur: 255, Flurstück: 32                     | Mietshaus der Neurenaissance nach Entwurf von Heinrich Anthes mit Verblendsteinfassade und reicher Werksteingliederung. Das Gebäude gehörte der Goethe-Universität. | 1888    | 154024 DDB |
| Feldbergstr. 47      | Wohnhaus Feldbergstraße 47  | Feldbergstraße 47 LageFlur: 256, Flurstück: 9                      | Wohnhaus nach Entwurf von A. F. Albert in der Tradition des Spätklassizismus. Das Gebäude gehörte dem Physikalischen Verein. Heute wieder privates Wohnhaus. | 1883    | 154025 DDB |

### Feuerbachstraße
| Bild | Bezeichnung | Lage                    | Beschreibung | Bauzeit | Daten |
| ---- | ----------- | ----------------------- | ------------ | ------- | ----- |
|      |             | Feuerbachstraße 19 Lage |              |         |       |

### Friedrich-Ebert-Anlage
| Bild             | Bezeichnung      | Lage                           | Beschreibung | Bauzeit | Daten |
| ---------------- | ---------------- | ------------------------------ | ------------ | ------- | ----- |
| Goethe-Gymnasium | Goethe-Gymnasium | Friedrich-Ebert-Anlage 22 Lage |              |         |       |

### Friedrichstraße
| Bild                  | Bezeichnung    | Lage                       | Beschreibung | Bauzeit | Daten |
| --------------------- | -------------- | -------------------------- | ------------ | ------- | ----- |
| Friedrichstraße 1     |                | Friedrichstraße 1 Lage     |              |         |       |
| weitere Bilder        |                | Friedrichstraße 5 Lage     |              |         |       |
| Unterlindau 77        | Unterlindau 77 | Friedrichstraße 8 Lage     |              |         |       |
| weitere Bilder        |                | Friedrichstraße 9/11 Lage  |              |         |       |
| Friedrichstraße 22-24 |                | Friedrichstraße 22/24 Lage |              |         |       |
|                       |                | Friedrichstraße 59 Lage    |              |         |       |
| Villa Hanau           | Villa Hanau    | Friedrichstraße 61 Lage    |              |         |       |
| Villa Riesser         | Villa Riesser  | Friedrichstraße 63 Lage    |              |         |       |

### Fürstenbergerstraße
| Bild           | Bezeichnung                          | Lage                         | Beschreibung | Bauzeit | Daten |
| -------------- | ------------------------------------ | ---------------------------- | --- | ------- | ----- |
|                |                                      | Fürstenbergerstraße 156 Lage | |         |       |
|                |                                      | Fürstenbergerstraße 161 Lage | |         |       |
|                |                                      | Fürstenbergerstraße 163 Lage | |         |       |
| weitere Bilder | Turnhalle und Aula Lessing-Gymnasium | Fürstenbergerstraße 166 Lage | Zweigeschossige Aula mit Empore und Bühne über ebenfalls zweigeschossiger Turnhalle. Südseite als architektonisches Gestaltungsmerkmal und aus akustischen Gründen als expressives Betonfaltwerk, 1967 von G. Balser, L. Menzel, K. Egli entworfen und ausgeführt. Keramisches Wandrelief von F. Lammeyer | 1967    |       |
|                |                                      | Fürstenbergerstraße 223 Lage | |         |       |

### Gärtnerweg
| Bild             | Bezeichnung             | Lage                                                | Beschreibung                                 | Bauzeit | Daten      |
| ---------------- | ----------------------- | --------------------------------------------------- | -------------------------------------------- | ------- | ---------- |
| Fellnerstraße 15 | Fellnerstraße 15        | Gärtnerweg 1 Lage                                   |                                              |         |            |
|                  |                         | Gärtnerweg 9 Lage                                   |                                              |         |            |
|                  |                         | Gärtnerweg 29 Lage                                  |                                              |         |            |
|                  |                         | Gärtnerweg 31 Lage                                  |                                              |         |            |
| Gärtnerweg 32    | Mietshaus Gärtnerweg 32 | Gärtnerweg 32 LageFlur: 121, Flurstück: 4           | Mietshaus des romantischen Spätklassizismus. | 1863    | 154063 DDB |
| weitere Bilder   | St. Ignatius            | Gärtnerweg LageFlur: 118, Flurstück: 24, 25, 127/26 | Betonkirche von Gottfried Böhm               | 1964    |            |

### Grüneburgpark
| Bild                         | Bezeichnung | Lage                  | Beschreibung | Bauzeit | Daten |
| ---------------------------- | ----------- | --------------------- | ------------ | ------- | ----- |
| weitere Bilder               |             | Grüneburgpark Lage    |              |         |       |
|                              |             | Orangerie Lage        |              |         |       |
| Grueneburgpark-Pfoertnerhaus |             | Pförtnerhäuschen Lage |              |         |       |

### Grüneburgplatz
| Bild           | Bezeichnung       | Lage                                               | Beschreibung | Bauzeit       | Daten |
| -------------- | ----------------- | -------------------------------------------------- | --- | ------------- | ----- |
| weitere Bilder | IG-Farben-Gebäude | Grüneburgplatz 1 heute Norbert-Wollheim-Platz Lage | Das I.G.-Farben-Haus oder der Poelzig-Bau (auch IG Farben-Haus oder Poelzig-Ensemble, früher auch IG-Farben-Gebäude, IG-Farben-Komplex, IG-Hochhaus, Farben Building, von 1975 bis 1996 offiziell General Creighton W. Abrams Building) in Frankfurt am Main wurde von Hans Poelzig entworfen und als Zentralverwaltung für die I.G. Farben von 1928 bis 1931 errichtet. Nach Kriegsende zog die amerikanische Militärverwaltung dort ein. Seit 2001 beherbergt das Gebäude einen Teil der Johann Wolfgang Goethe-Universität Frankfurt am Main. Seit dem 16. Juni 2009 ist es in Poelzig-Bau umbenannt. | 1928 bis 1931 |       |

### Grüneburgweg
| Bild              | Bezeichnung       | Lage                      | Beschreibung | Bauzeit | Daten |
| ----------------- | ----------------- | ------------------------- | --- | ------- | ----- |
| Grüneburgweg 72   |                   | Grüneburgweg 72/74 Lage   | |         |       |
|                   |                   | Grüneburgweg 95 Lage      | |         |       |
| Villa Varrentrapp | Villa Varrentrapp | Grüneburgweg 113 Lage     | |         |       |
|                   |                   | Grüneburgweg 115 Lage     | |         |       |
|                   |                   | Grüneburgweg 119 Lage     | In der Nacht vom 21. August 2012 auf den 22. August 2012 wurde das Haus von IVI-Sympathisanten kurzzeitig besetzt. |         |       |
|                   |                   | Grüneburgweg 141 Lage     | |         |       |
|                   |                   | Grüneburgweg 143/145 Lage | |         |       |
|                   |                   | Grüneburgweg 147 Lage     | |         |       |
|                   |                   | Grüneburgweg 149 Lage     | |         |       |
| Villa Schlesicky  | Villa Schlesicky  | Grüneburgweg 151 Lage     | |         |       |
|                   |                   | Grüneburgweg 153 Lage     | |         |       |

### Guiollettstraße
| Bild          | Bezeichnung   | Lage                       | Beschreibung | Bauzeit | Daten |
| ------------- | ------------- | -------------------------- | ------------ | ------- | ----- |
|               |               | Guiollettstraße 4-8 Lage   |              |         |       |
|               |               | Guiollettstraße 17 Lage    |              |         |       |
|               |               | Guiollettstraße 19 Lage    |              |         |       |
|               |               | Guiollettstraße 21 Lage    |              |         |       |
|               |               | Guiollettstraße 25 Lage    |              |         |       |
| Villa Gerlach | Villa Gerlach | Guiollettstraße 34 Lage    |              |         |       |
|               |               | Guiollettstraße 57/59 Lage |              |         |       |
|               |               | Guiollettstraße 61/63 Lage |              |         |       |
|               |               | Guiollettstraße 65 Lage    |              |         |       |

### Hansaallee
| Bild            | Bezeichnung     | Lage                  | Beschreibung | Bauzeit   | Daten |
| --------------- | --------------- | --------------------- | --- | --------- | ----- |
| Mietshaus       | Mietshaus       | Hansaallee 4 Lage     | Mietshaus der Neurenaissance mit zentralem Erker unter hölzernem Schmuckgiebel (beiderseits getragen durch geschnitzte Sphingen). Das Haus bildet mit Hausnummer 6 ein Doppelhaus. Architekt war Gustav Günther. | 1903      |       |
| Mietshaus       | Mietshaus       | Hansaallee 6 Lage     | Mietshaus der Neurenaissance mit reicher Werksteingliederung, asymmetrischem Erker und zentralem Giebel. Das Haus bildet mit Hausnummer 4 ein Doppelhaus. Architekt war Gustav Günther. | 1903      |       |
| Mietshaus       | Mietshaus       | Hansaallee 7 Lage     | Neobarockes Mietshaus mit Axialrisalit. Architekten waren Paul Junior und Adolf Metzger. | 1903      |       |
| Doppelmietshaus | Doppelmietshaus | Hansaallee 8/10 Lage  | Neobarockes Doppelmietshaus mit reich gegliederter Werksteinfassade und Balkons an den Risaliten. Architekten waren Paul Junior und Adolf Metzger. Die Balkongitter und Fenster sind original. | 1903      |       |
| Mietshäuser     | Mietshäuser     | Hansaallee 9/11 Lage  | Mietshäuser des Neobarock mit aufwändig skulptierten Fensterlünetten. Die Fassade von Hausnummer 9 ist durch Erkerrisalit in Sandstein zentriert. Architekt war Philipp Hufnagel. | 1903      |       |
| Mietshaus       | Mietshaus       | Hansaallee 12 Lage    | Mietshaus im Jugendstil mit übergiebelter Eckfassade und Säulenerker in reicher Werksteingliederung. Architekt war Philipp Hufnagel. Balkongitter und Einfriedung sind original. | 1902      |       |
| Mietshaus       | Mietshaus       | Hansaallee 13/15 Lage | Mietshaus im Jugendstil mit axialem Erkerrisalit unter Giebel. Architekt war Philipp Hufnagel. | 1904      |       |
| Mietshaus       | Mietshaus       | Hansaallee 16 Lage    | Spätklassizistisches Mietshaus mit axialem Erkerrisalit. Architekten waren Paul Junior und Adolf Metzger | 1903      |       |
| Mietshaus       | Mietshaus       | Hansaallee 17 Lage    | Neobarockes Mietshaus mit übergiebelter Fase unter zwiebelförmiger Kuppel in markanter Eckposition. | 1903      |       |
| Mietshaus       | Mietshaus       | Hansaallee 18 Lage    | Mietshaus im Jugendstil mit asymmetrischem Erker. Architekt war Philipp Hufnagel. | 1903      |       |
| Mietshaus       | Mietshaus       | Hansaallee 19 Lage    | Mietshaus in renaissanceistischen Formen mit axialsymmetrischer Fassade in reichem Werksteindekor. Architekt war Alexander Philipp Heinitz. Einfriedung und Balkongitter sind original. | 1903      |       |
| Mietshaus       | Mietshaus       | Hansaallee 21 Lage    | Mietshaus mit gotisierender Sandsteingliederung und zentralem Eckrisalit auf polygonalem Grundriss. Balkongitter und Einfriedung sind original. | 1903      |       |
| Mietshaus       | Mietshaus       | Hansaallee 22 Lage    | Neobarockes Mietshaus in markanter Eckposition. Architekt war Jean Stamm. Die Gliederung der Fassaden erfolgt durch überkuppelten Eckerker auf polygonalem Grundriss und asymmetrischem Balkonerker unter Giebel. Das Haus weist skulptierte Fensterstürze und Brüstungsfelder auf. Die Einfriedung und die Balkongitter sind original.            |           |       |
| Mietshaus       | Mietshaus       | Hansaallee 23 Lage    | Mietshaus mit gotisierender Sandsteingliederung und zentralem Eckrisalit auf polygonalem Grundriss. Balkongitter und Einfriedung sind original. | 1903      |       |
| Wohnhaus        | Wohnhaus        | Hansaallee 30/32 Lage | Wohnhaus im Stil des Historismus von Vietze & Helfrich. Die Gebäudeecke ist als dominanter Turm mit Rundkuppel ausgeführt. Sie wurde im Krieg zerstört und in den folgenden Jahren nicht wieder aufgebaut. 2002 wurde das Haus umfassend saniert und als Geschäftshaus umgebaut. Die Skulpturen vor dem Ziergiebel stammen von Franz Josef Vietze. | 1910/1911 |       |

### Im Sachsenlager
| Bild      | Bezeichnung | Lage                   | Beschreibung                    | Bauzeit | Daten |
| --------- | ----------- | ---------------------- | ------------------------------- | ------- | ----- |
| Mietshaus | Mietshaus   | Im Sachsenlager 1 Lage | Spätklassizistisches Mietshaus. | 1863    |       |

### Im Trutz Frankfurt
| Bild      | Bezeichnung | Lage                       | Beschreibung | Bauzeit  | Daten |
| --------- | ----------- | -------------------------- | --- | -------- | ----- |
| Mietshaus | Mietshaus   | Im Trutz Frankfurt 31 Lage | Mietshaus des romantischen Spätklassizismus. Das Haus war ursprünglich Pfarrhaus der französisch-reformierten Gemeinde.                                                                                 | ca. 1859 |       |
| Mietshaus | Mietshaus   | Im Trutz Frankfurt 33 Lage | Spätklassizistisches Mietshaus. Die Fenster sind original. In diesem Haus lebte Silvia Tennenbaum (1928–2016; Autorin des Romans Straßen von gestern) von 1934 bis zu ihrer Flucht in die Schweiz 1936. | ca. 1859 |       |

### Kettenhofweg
| Bild                           | Bezeichnung                    | Lage                       | Beschreibung | Bauzeit | Daten |
| ------------------------------ | ------------------------------ | -------------------------- | --- | ------- | ----- |
| Kettenhofweg 26                | Villa Erlanger                 | Kettenhofweg 26 Lage       | Spätklassizistisches Wohnhaus mit zentralem Bogenfenster zwischen übergiebeltem Halbsäulenpaar. | 1871    |       |
| Kettenhofweg 27                | Wohnhaus                       | Kettenhofweg 27 Lage       | Spätklassizistisches Wohnhaus mit barockisierendem Anbau. | um 1850 |       |
| Villa Cronhardt                | Villa Cronhardt                | Kettenhofweg 29 Lage       | Repräsentatives Wohnhaus in Formen des Spätklassizismus mit Pilastergliederung in Eckabrundungen sowie ornamentierten Fensterstürzen und Lünetten. Architekt war Christian Ludwig Schmidt.                                                                        | 1872    |       |
| Mietshaus                      | Mietshaus                      | Kettenhofweg 46 Lage       | Mietshaus im Stil der Neorenaissance. | 1883    |       |
| Mietshaus (= Brentanostraße 2) | Mietshaus (= Brentanostraße 2) | Kettenhofweg 72 Lage       | Mietshaus erbaut durch den Architekten Gustav Günther. Neoklassizistische Fassade mit Pilastergliederung und axialem Zwerchhaus. Die Einfriedung und die Balkongitter sind original.                                                                              | 1921    |       |
| Wohnhaus                       | Wohnhaus                       | Kettenhofweg 94 Lage       | Neobarockes Wohnhaus. | 1896    |       |
| Doppelmietshaus                | Doppelmietshaus                | Kettenhofweg 96/98 Lage    | Doppelmietshaus mit Stilelementen von Renaissance und Barock mit symmetrischer, durch Seitenrisalite gefasster Front. Architekten waren Beck & Grünewald. Die Einfriedung ist teilweise original.                                                                 | 1896    |       |
| Haus Fucker                    | Haus Fucker                    | Kettenhofweg 119 Lage      | Wohnhaus nach Entwurf von Otto Fucker mit moderner Vertikalgliederung unter ehemals steilem Walmdach und auskragender Loggia zwischen Eckerkern. | 1909    |       |
| Kettenhofweg 124               | Doppelmietshaus                | Kettenhofweg 124/124a Lage | Doppelmietshaus im Stil des Neobarock mit reicher, teilweise skulpierter Werksteinfassade und überkuppelten Seitenrisaliten. Die Einfriedung ist teilweise original.                                                                                              | 1902    |       |
| Doppelmietshaus                | Doppelmietshaus                | Kettenhofweg 129/131 Lage  | Neoklassizistisches Doppelmietshaus mit reliefierten Schmuckelementen über Pilastergliederung. Die Dachpartie an Kettenhofweg 131 wurde verändert. Die Einfriedung ist original.                                                                                  | 1910    |       |
| Amerikainstitut                | Amerikainstitut                | Kettenhofweg 130 Lage      | Das ehemalige Amerikainstitut, wurde 1953 durch Ferdinand Kramer als Sitz des Instituts für England- und Amerikastudien erbaut. 2003 bis 2013 war das Haus besetzt und wurde unter dem Namen Institut für vergleichende Irrelevanz als autonomes Zentrum genutzt. | 1953    |       |

### Klüberstraße
| Bild         | Bezeichnung  | Lage                    | Beschreibung | Bauzeit | Daten |
| ------------ | ------------ | ----------------------- | --- | ------- | ----- |
| Nebengebäude | Nebengebäude | Klüberstraße 5 Lage     | Nebengebäude des Spätklassizismus mit dominierender Attika. Die Umfriedung ist original.                                                                                       | 1863    |       |
| Mietshaus    | Mietshaus    | Klüberstraße 7 Lage     | Spätklassizistisches Mietshaus mit zentrierender Pilasterstellung und stuckierten Fensterstürzen. Die Einfriedung und die Balkongitter sind original. Doppelhaus mit Nummer 9. | 1871    |       |
| Mietshaus    | Mietshaus    | Klüberstraße 9 Lage     | Spätklassizistisches Mietshaus mit zentrierender Pilasterstellung und stuckierten Fensterstürzen. Die Einfriedung und die Balkongitter sind original. Doppelhaus mit Nummer 7. | 1871    |       |
| Mietshaus    | Mietshaus    | Klüberstraße 11 Lage    | Spätklassizistisches Mietshaus mit axialem Atlan und ursprünglicher Einfriedung.                                                                                               | 1863    |       |
| Mietshaus    | Mietshaus    | Klüberstraße 13 Lage    | Spätklassizistisches Mietshaus mit asymmetrischer Balkon- und Gaubenanordnung. Die Einfriedung ist original.                                                                   | 1863    |       |
| Mietshaus    | Mietshaus    | Klüberstraße 15 Lage    | Spätklassizistisches Mietshaus mit zentrierenden Balkons und ursprünglicher Einfriedung.                                                                                       | 1863    |       |
| Wohnhaus     | Wohnhaus     | Klüberstraße 17 Lage    | Spätklassizistisches Mietshaus. Das Sockelgeschoss ist stark verändert. | 1865    |       |
| Doppelhaus   | Doppelhaus   | Klüberstraße 18/20 Lage | Spätklassizistisches Mietshaus mit Pilastergliederung und zentralem Altan. Das Haus ist im Inneren stark verändert, die Einfriedung ist original.                              | 1863    |       |

### Kronberger Straße
| Bild                           | Bezeichnung                    | Lage                         | Beschreibung | Bauzeit | Daten |
| ------------------------------ | ------------------------------ | ---------------------------- | --- | ------- | ----- |
| Mietshaus                      | Mietshaus                      | Kronberger Straße 14 Lage    | Mietshaus im Stil der Neurenaissance von Simon Ravenstein. Die Fassade ist durch Eckerker, Balkons und Mittelrisalit unter Ziergiebel gegliedert. | 1891    |       |
| Doppelmietshaus                | Doppelmietshaus                | Kronberger Straße 28/30 Lage | Doppelhaus in Stilformen des Spätklassizismus und des Neobarock.                                                                                  | 1891    |       |
| Mietshaus                      | Mietshaus                      | Kronberger Straße 40 Lage    | Spätklassizistisches Mietshaus mit axialem Balkonrisalit zur Liebigstraße hin. Die Einfriedung ist original.                                      | 1878    |       |
| Wohnhaus                       | Wohnhaus                       | Kronberger Straße 48 Lage    | Neobarockes Wohnhaus nach Entwürfen von Louis Mandel mit markantem Seitenrisalit.                                                                 | 1907    |       |
| Wohnhaus                       | Wohnhaus                       | Kronberger Straße 49 Lage    | Wohnhaus mit Stilelementen des Neoklassizismus und des Jugendstils mit asymmetrischem Giebel und Eckerker.                                        | 1908    |       |
| (= Freiherr vom Stein-Str. 14) | (= Freiherr vom Stein-Str. 14) | Kronberger Straße 50 Lage    | |         |       |